# Вторая лига Беларуси по футболу
Втора́я ли́га (бел. Другая ліга) — футбольная лига в Беларуси, третья по силе после Высшей лиги и Первой лиги. С 1992 по 1997 годы носил название «Третья лига». Турниры проводятся с 1992 года, в том числе в 1994/95, 1995, 1996, 1997, 1998, 1999, 2000, 2014, 2015 годах — в двух зонах («А» и «Б»), а в 2000-м, 2014-м, 2015-м — проводился также финальный турнир лучших команд зон.
Лучшим бомбардиром Второй лиги является Алексей Ходневич (59 мячей).

## Вторая лига в сезоне 2025
Зона «Север»
| Клуб         | Город      | Стадион         | Вместимость |
| ------------ | ---------- | --------------- | ----------- |
| Сморгонь-2   | Сморгонь   | ДЮСШ            | 372         |
| Нафтан-2     | Новополоцк |                 |             |
| Витебск-2    | Витебск    |                 |             |
| Минск-2      | Минск      |                 |             |
| Крумкачи     | Минск      | РЦОР-БГУ        | 1500        |
| Миоры        | Миоры      | ФСК «Миоры»     |             |
| Газовик      | Витебск    | ЦСК «Витебский» |             |
| Горки        | Горки      | Городской       | 1482        |
| Полоцк-2019  | Полоцк     |                 |             |
| БГУ          | Минск      | РЦОР-БГУ        | 1500        |
| Юни Икс Лабс | Минск      | «Динамо-Юни»    | 5200        |

Зона «Запад»
| Клуб           | Город               | Стадион          | Вместимость |
| -------------- | ------------------- | ---------------- | ----------- |
| Арсенал-2      | Дзержинск           |                  |             |
| Динамо-Брест-2 | Брест               |                  |             |
| Неман-2        | Гродно              |                  |             |
| Агро-Пелище    | Каменец             | КСО «Колос»      | 800         |
| Стэнлес        | Пинск               | «Волна»          | 3136        |
| Кронон         | Столбцы             | «Юность»         | 3000        |
| Кречет         | Берёза              | ДЮСШ             | 1870        |
| ДЮСШ-Ивацевичи | Ивацевичи           | «Клёновка-Арена» | 1052        |
| Надежда        | Барановичский район | СДЮШОР           |             |
| Щучин          | Щучин               | «Юность»         |             |
| Бобовня        | Копыль              | Городской        |             |
| Атлант         | Кобрин              | «Юность»         | 3300        |

Зона «Восток»
| Клуб                | Город         | Стадион   | Вместимость |
| ------------------- | ------------- | --------- | ----------- |
| Слуцк-2             | Слуцк         |           |             |
| Днепр-Юни           | Могилёв       |           |             |
| Славия-Мозырь-2     | Мозырь        |           |             |
| Гомель-2            | Гомель        |           |             |
| Ислочь-2            | Минский район |           |             |
| Осиповичи           | Осиповичи     | «Юность»  | 1300        |
| Автозаводец-Трактор | Минск         | РЦОР-БГУ  | 1500        |
| МНПЗ                | Мозырь        | «Спартак» | 1500        |
| Партизан            | Солигорск     | «Шахтёр»  | 2500        |
| Энергетик           | Минск         | БГАТУ     |             |
| Серволюкс-Агро      | Межисетки     | Городской |             |

## Победители
- 1992 — «Смена» (Минск)
- 1992/1993 — «Брестбытхим»
- 1993/1994 — «Кардан-Флайерс» (Гродно)
- 1994/1995— «Фомальгаут» (Борисов) (А), «Нафтан-Девон» (Новополоцк) (Б)
- 1995 — МПКЦ-2 (Минск) (А), «Максим-Орша» (Б)
- 1996 — БАТЭ (Борисов) (А), «Вейно» (Могилевский район) (Б)
- 1997 — «Динамо-Энерго» (Витебск) (А), «Свислочь-Кровля» (Осиповичи) (Б)
- 1998 — «Звезда-ВА-БГУ» (Минск) (А), «Гранит» (Микашевичи) (Б)
- 1999 — «Трактор» (Минск) (А), «Лунинец» (Б)
- 2000 — «Дарида» (Минский район)
- 2001 — «Локомотив» (Минск)
- 2002 — МТЗ-РИПО 
(Минск)
- 2003 — «Барановичи»
- 2004 — «Смена» (Минск)
- 2005 — «Торпедо-СКА» (Минск)
- 2006 — «Динамо-Белкард» (Гродно)
- 2007 — «ПМЦ-Поставы»
- 2008 — «ДСК-Гомель»
- 2009 — «Руденск»
- 2010 — «Городея»
- 2011 — «Лида»
- 2012 — «Смолевичи-СТИ»
- 2013 — «Гомельжелдортранс»
- 2014 — «Барановичи»
- 2015 — «Луч» (Минск)
- 2016 — «Волна» (Пинск)
- 2017 — ЮАС (Житковичи)
- 2018 — «Рух» (Брест)
- 2019 — «Арсенал» (Дзержинск)
- 2020 — «Днепр-Могилёв»
- 2021 — «Островец»
- 2022 — «Нива» (Долбизно)
- 2023 — «Партизан» (Солигорск)
- 2024 — «Минск-2»[2]